# Jean Ier d'Anhalt-Bernbourg
Pour les articles homonymes, voir Jean Ier.
Jean Ier est un prince de la maison d'Ascanie mort le 5 juin 1291. Il règne comme corégent sur la principauté d'Anhalt-Bernbourg de 1287 à sa mort.

## Biographie
Jean Ier est le fils ainé du prince Bernard Ier et de son épouse Sophie, fille du roi Abel de Danemark. À la mort de son père en 1287, Jean Ier lui succède comme souverain d'Anhalt-Bernbourg conjointement avec son frère Bernard II. Le troisième frère, Albert, devient prêtre et renonce à ses droits avant de devenir évêque d'Halberstadt en 1304. Quant aux deux plus jeunes frères, Henri il entre aussi dans les ordres et renonce à ses droits, alors que Rodolphe, le benjamin, était peut-être déjà mort à l'époque du décès de leur père.
Jean Ier meurt célibataire et sans enfant après un règne de seulement quatre ans. Bernard II devient dès lors le seul souverain de leur domaine familial.